# بیتریس (ویرجینیای غربی)
بیتریس (به انگلیسی: Beatrice) یک منطقهٔ مسکونی در ایالات متحده آمریکا است که در شهرستان ریچی، ویرجینیای غربی واقع شده‌است. بیتریس ۲۰۶٫۰۵ متر بالاتر از سطح دریا واقع شده‌است.